# Jan Thiel
Jan Thiel (Amsterdam, 3 giugno 1940) è un progettista olandese specializzato nella progettazione dei motori a due tempi da competizione. Con i modelli di motocicletta su cui ha operato sono stati ottenuti 51 titoli iridati (25 riservati ai piloti e 26 ai costruttori).

## Biografia
Inizia la sua carriera negli anni '60 nei Paesi Bassi; nel 1962 conosce Martin Mijwaart con cui fonda la Jamathi nel 1965 e realizza una motocicletta per gareggiare nel motomondiale classe 50. Ottiene la prima vittoria mondiale in occasione del TT di Assen nel 1968.

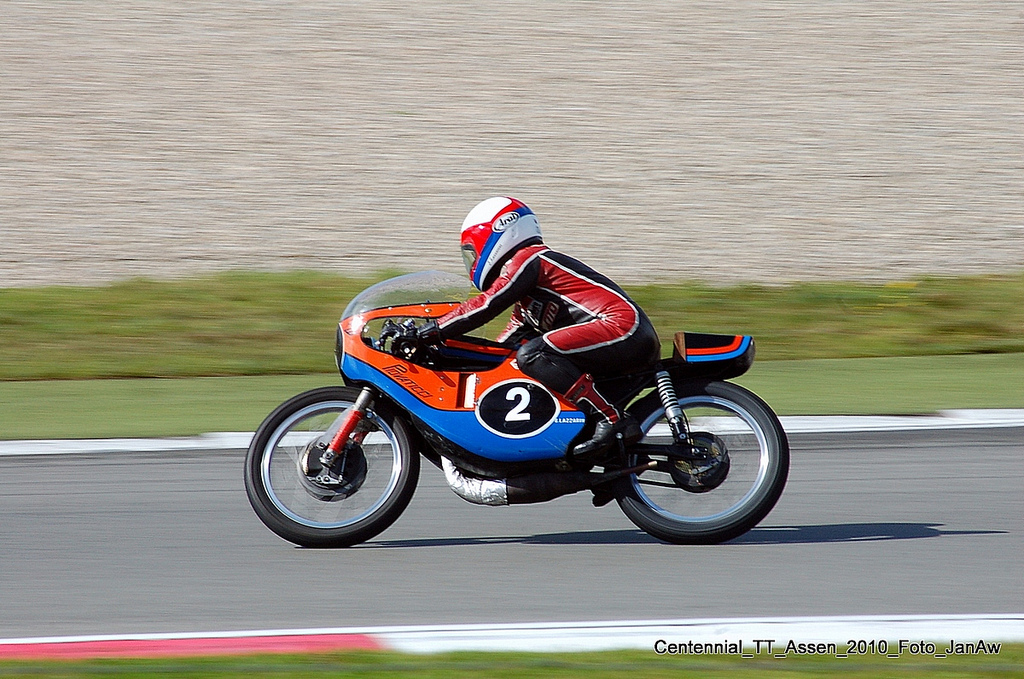
Una Piovaticci

Conclusa l'esperienza Jamathi, costretta a chiudere per difficoltà finanziarie, alla fine del 1974 si trasferisce alla Piovaticci portando con sé il materiale residuo; anche questa avventura ha però vita breve e termina alla fine del 1975, quando l'azienda deve cedere il reparto sportivo alla Bultaco.
Con la squadra spagnola vincerà 4 mondiali nella classe 50 e uno nella classe 125 prima di passare nel 1980 alla Minarelli con la quale ottiene altri 2 titoli mondiali in 125, mentre nel 1984 passa alla Garelli e ottiene 8 titoli nella 125.
Dopo il periodo in Garelli ha un trascorso breve in Agrati e Rumi, mentre nel 1995 approda in Aprilia e vi rimane fino al 2008, con una piccola parentesi in Derbi nel periodo 2004/2005, ottenendo 6 titoli costruttori in 125 e altrettanti in 250.
Dopo la carriera sportiva si è trasferito in Thailandia.